# عبد الجواد حنفية
 عبد الجواد حنفية، ولد عام 1951، رسام تونسي. درس فيما بين 1971 و1978 بالمعهد التكنولوجي للفن والهندسة المعمارية والتعمير بتونس، وأقام أول معرض شخصي له عام 1979 وكان ذلك بقاعة ارتسام بتونس العاصمة، كما شارك في عدد من المعارض الجماعية التي انتظمت بتونس وبالخارج.